# Jason Botterill
Jason N. Botterill, född 19 maj 1976 i Edmonton, är en kanadensisk före detta professionell ishockeyspelare och aktiv befattningshavare som är assisterande general manager för den amerikanska ishockeyorganisationen Seattle Kraken i National Hockey League (NHL).
Han tillbringade sex säsonger i den nordamerikanska ishockeyligan NHL, där han spelade för ishockeyorganisationerna Dallas Stars, Atlanta Thrashers, Calgary Flames och Buffalo Sabres. Botterill lyckades producera 14 poäng (5 mål och 9 assists) samt 89 utvisningsminuter på 88 grundspelsmatcher. Han spelade även på lägre nivåer för Saint John Flames och Rochester Americans i AHL, Michigan K-Wings och Orlando Solar Bears i IHL och Michigan Wolverines  i NCAA.
Botterill draftades i första rundan i 1994 års draft av Dallas Stars som 20:e spelare totalt.
Efter spelarkarriären valde han att ta en master of business administration vid University of Michigan samtidigt som han var en talangscout åt Dallas Stars. Efter studierna fick han jobb hos NHL och deras avdelning NHL Central Registry som sköter bland annat registreringar av övergångar och kontraktspåskrivningar mellan spelare och annan personal och ligans medlemsorganisationer. Den 17 juli 2007 valde han gå vidare och fick jobb hos Pittsburgh Penguins, där han hade ansvaret att sköta organisationens administrering rörande finansiella aspekter som hantering av NHL:s lönetak, talangscoutning av ishockeyspelare och spelarutveckling. Den 22 maj 2009 valde Penguins dåvarande general manager Ray Shero att befordra Botterill till att bli hans assisterande general manager. Samtidigt blev han general manager för Penguins primära samarbetspartner Wilkes-Barre/Scranton Penguins, en roll han hade fram till efter säsongen 2009-2010. Den 16 maj 2014 ville ägargruppen för Penguins göra en totalrenovering av sin ishockeyorganisation och valde sparka general managern Ray Shero och man beslutade samtidigt att utse Botterill till tillförordnad general manager för Penguins. 
En roll han hade fram till den 6 juni 2014 när Penguins meddelade att man hade valt att anställa Jim Rutherford som ny general manager, i den nya organisationen beslutade Rutherford att göra Botterill till associate general manager, en typ delad general manager-roll med Rutherford. De gamla ishockeyspelarna Tom Fitzgerald och Bill Guerin tog över Botterills sysslor som assisterande general managers.
Han är bror till den före detta damishockeyspelaren Jennifer Botterill.

## Statistik
| 1992–1993   | St. Paul's School   | USHS        | 22  | 22  | 26 | 48  | —   | —  | — | —  | —  | —  |
| 1993–1994   | Michigan Wolverines | NCAA        | 36  | 20  | 19 | 39  | 94  | —  | — | —  | —  | —  |
| 1994–1995   | Michigan Wolverines | NCAA        | 34  | 14  | 14 | 28  | 117 | —  | — | —  | —  | —  |
| 1995–1996   | Michigan Wolverines | NCAA        | 37  | 32  | 25 | 57  | 143 | —  | — | —  | —  | —  |
| 1996–1997   | Michigan Wolverines | NCAA        | 42  | 37  | 24 | 61  | 129 | —  | — | —  | —  | —  |
| 1997–1998   | Dallas Stars        | NHL         | 4   | 0   | 0  | 0   | 19  | —  | — | —  | —  | —  |
|             | Michigan K-Wings    | IHL         | 50  | 11  | 11 | 22  | 82  | 4  | 0 | 0  | 0  | 5  |
| 1998–1999   | Dallas Stars        | NHL         | 17  | 0   | 0  | 0   | 23  | —  | — | —  | —  | —  |
|             | Michigan K-Wings    | IHL         | 56  | 13  | 25 | 38  | 106 | 5  | 2 | 1  | 3  | 4  |
| 1999–2000   | Atlanta Thrashers   | NHL         | 25  | 1   | 4  | 5   | 17  | —  | — | —  | —  | —  |
|             | Orlando Solar Bears | IHL         | 17  | 7   | 8  | 15  | 27  | —  | — | —  | —  | —  |
|             | Calgary Flames      | NHL         | 2   | 0   | 0  | 0   | 0   | —  | — | —  | —  | —  |
|             | Saint John Flames   | AHL         | 21  | 3   | 4  | 7   | 39  | 3  | 0 | 0  | 0  | 19 |
| 2000–2001   | Saint John Flames   | AHL         | 60  | 13  | 20 | 33  | 101 | 19 | 2 | 7  | 9  | 30 |
| 2001–2002   | Calgary Flames      | NHL         | 4   | 1   | 0  | 1   | 2   | —  | — | —  | —  | —  |
|             | Saint John Flames   | AHL         | 71  | 21  | 21 | 42  | 121 | —  | — | —  | —  | —  |
| 2002–2003   | Buffalo Sabres      | NHL         | 17  | 1   | 4  | 5   | 14  | —  | — | —  | —  | —  |
|             | Rochester Americans | AHL         | 64  | 37  | 22 | 59  | 105 | 3  | 1 | 1  | 2  | 21 |
| 2003–2004   | Buffalo Sabres      | NHL         | 19  | 2   | 1  | 3   | 14  | —  | — | —  | —  | —  |
|             | Rochester Americans | AHL         | 46  | 16  | 17 | 33  | 68  | 16 | 5 | 10 | 15 | 19 |
| 2004–2005   | Rochester Americans | AHL         | 8   | 6   | 2  | 8   | 9   | —  | — | —  | —  | —  |
| NHL totalt  | NHL totalt          | NHL totalt  | 88  | 5   | 9  | 14  | 89  | —  | — | —  | —  | —  |
| AHL totalt  | AHL totalt          | AHL totalt  | 270 | 96  | 86 | 182 | 443 | 41 | 8 | 18 | 26 | 89 |
| IHL totalt  | IHL totalt          | IHL totalt  | 123 | 31  | 44 | 75  | 215 | 9  | 2 | 1  | 3  | 9  |
| NCAA totalt | NCAA totalt         | NCAA totalt | 149 | 103 | 82 | 185 | 483 | —  | — | —  | —  | —  |